# (37996) 1998 KE27
1998 KE27 (asteroide 37996) é um asteroide da cintura principal. Possui uma excentricidade de 0.11435930 e uma inclinação de 7.11005º.
Este asteroide foi descoberto no dia 22 de maio de 1998 por LINEAR em Socorro.